# Coccus tumuliferus
Coccus tumuliferus är en insektsart som beskrevs av Morrison 1921. Coccus tumuliferus ingår i släktet Coccus och familjen skålsköldlöss.
Artens utbredningsområde är Singapore. Inga underarter finns listade i Catalogue of Life.